# Уші-оні

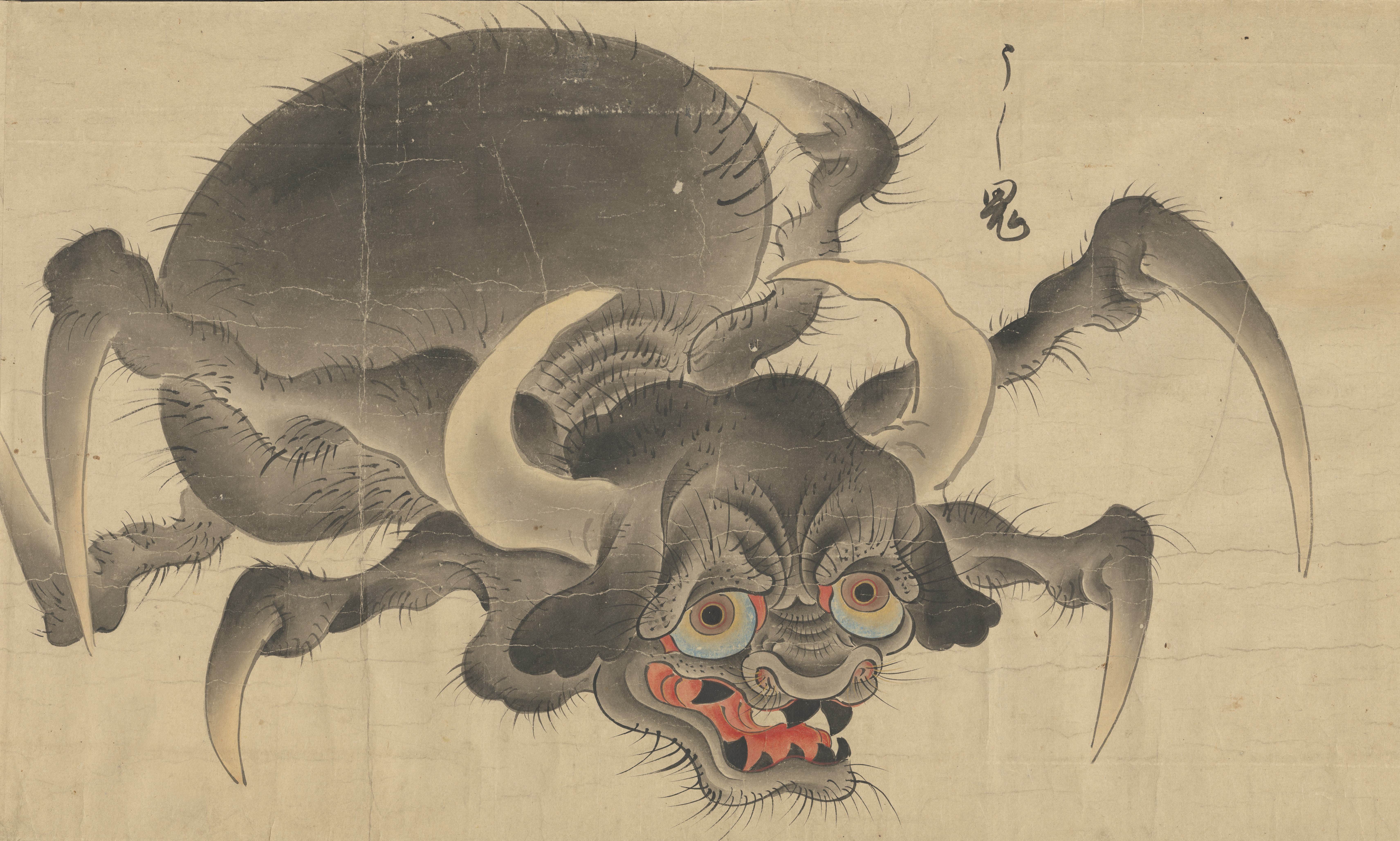
Уші-оні(Ushi-oni), із сувою Bakemono no e, Університет Бригама Янга

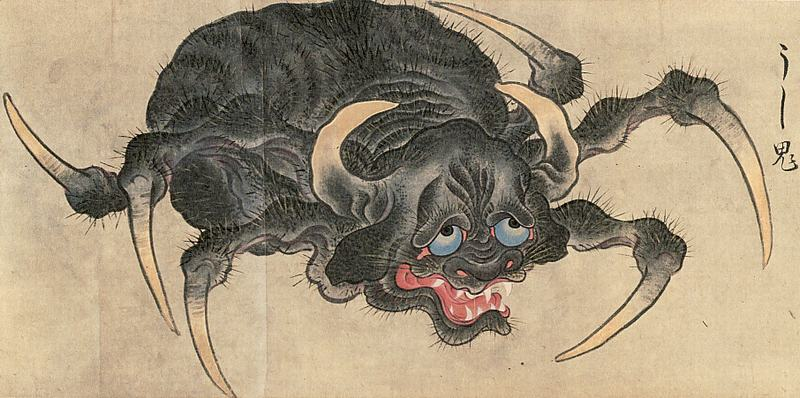
Уші-оні(Ushi-oni) (うし鬼) з Hyakkai Zukan Савакі Сууші

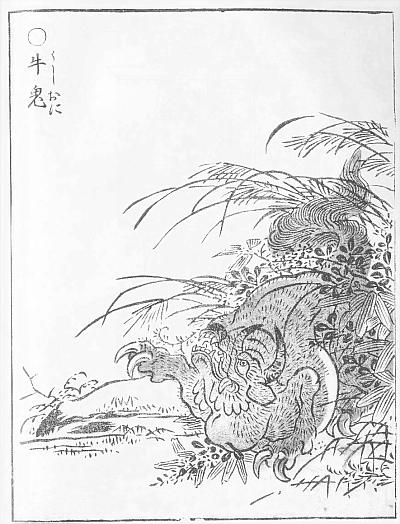
Уші-оні(Ushi-oni) (牛鬼) з Gazu Hyakki Yagyō Sekien Toriyama

ushi-oni (яп. 牛鬼, Ox Oni (demon))  дослівно «бичачий демон» або ґюкі — це йокай із фольклору західної Японії .  У фольклорі можна зустріти більш ніж один опис уші-оні, але у більшості зображень — це чудовиська з бичачою головою. Найчастіше їх можна зутріти на пляжі. Саме там вони нападають на людей.

## Опис
У Уші-оні  жорстокий, неприборкани норов. Їх зовнішній вигляд різний, і змінюється в залежності від географічного положення. Зазвичай вони зображаютьсяі із бичачою головою та гострими вигнутими рогами, іклами та тонким язиком. Вони плюються отрутою і насолоджуються вбивством і поїданням людей. Найчастіше зображуються з тілом у вигляді павука із шістьма ногами. На кінці кожної ноги є довгий окремий кіготь.  
За іншими описами вони мають голову бика та тулуб оні . Деякі легенди стверджують, що вони з’являються у горах перед воротами храму одягнені в людський одяг або літають за допомогою комашиних крил. За іншими згадками уші-оні мають зовсім інший вигляд, з головою оні та тулубом вола. 
Говорять, що їх можна зустріти на пляжах, у горах, у лісах, у річках, на болотах чи в озерах. Вони часто зустрічаються в басейнах струмків, а в регіоні Кінкі та Сікоку ви знайдете багато схожих назв, таких як «уші-оні фучи» (басейн струмка уші-оні) або «уші-оні такі» (водоспад уші-оні ).
У йокай емакі періоду Едо, таких як Хяккай Зукан, найчастіше їх можна побачити зображеними з бичачою головою та тулубом павука. У Hyakki Yagyō Emaki схожа картина має назву Tsuchigumo .

## Місцеві Легенди

### Префектура Міє
Вважається, що Уші-оні прокляв Префектуру Міє. Говорять, що колись у печерах Гокашо-ура, Мінамісі, менкав уші-оні та володар замку Гокашо Айсу Шігеакі вистрілив у нього з лука. І тоді уші-оні прокляв те місце, після чого сейсіцу (дружина лорда) захворіла на невиліковну хворобу. Після цього Сіґеакі віддалився від своєї сейсіцу та закохався в шірабйоші (танцівницю), яка прибула зі столиці. Через це батьки сейшицу, Кітабатаке, розірвали стосунки з Айсу, що спричинило її занепад. 

### Префектура Вакаяма
Басейн струмка уші-оні в районі Нісімуро при своєму завершенні зливається з морем, і коли вода стає брудною, то люди кажуть, що «тут уші-оні».  Навіть тільки зікнення з уші-оні в тій воді призвело б до хвороби.  Кажуть, що лише говорячи протилежності, як-от «каміння тече, листя тоне, воли іржуть, коні ревуть», можна врятувати своє життя.  Місцеві уші-оні мають котяче тіло, таке ж пружне, як м’яч із хвостом, довжиною 1 сяку (приблизно 3,3 метри) або більше, пересуваються безшумно 
Ще кажуть, що в басейні водоспаду річки Вадо також є уші-оні. Якщо ж уші-оні лизнуть чиюсь тінь, то ту людину схопить гарячка і помре вона за кілька днів. Щоб уникнути цього, кожен новий рік треба задобрювати його якоюсь улюбленою дрібничкою, або якимось алкоголем . 
Казка про йокая з річки Міо — це дуже незвичайна історія про уші-оні, який вмів перетворюватися на людину. Якось молодий хлопець розділив свій бенто (обід) з жінкою, яка була уші-оні, володаркою тієї річки. Через два місяці цього молодого хлопця спіткала повінь, і врятувала його уші-оні у зміненій формі. Однак якщо, що уші-оні врятує людину, то в обмін має залишити цей світ. Тож, врятувавши молодого хлопця, темно-червона кров витикла з тіла уші-оні, розтанула та зникла. 
У Префектурі Вакаяма уші-оні є гірськими тваринами. Легенда говорить, що якщо поорожній чи мандрівник зустрінеться очима з уші-оні, то уже не зможе відвести погляд. Душа (чи енергія) людини виснажиться, і вона помре. Це називається « Kage wo kuu (影を食う)» або іноді « Kage wo nomu (影を飲む)», що перекладається як «поїдання тіні» або «випивання душі».  

## Класична література
У захіній Японії можна почути народні казки про уші-оні, але в класичній літературі є багато тверджень про йокай, схожий на уші-оні, його можна зустріти навколо Асакуса . 

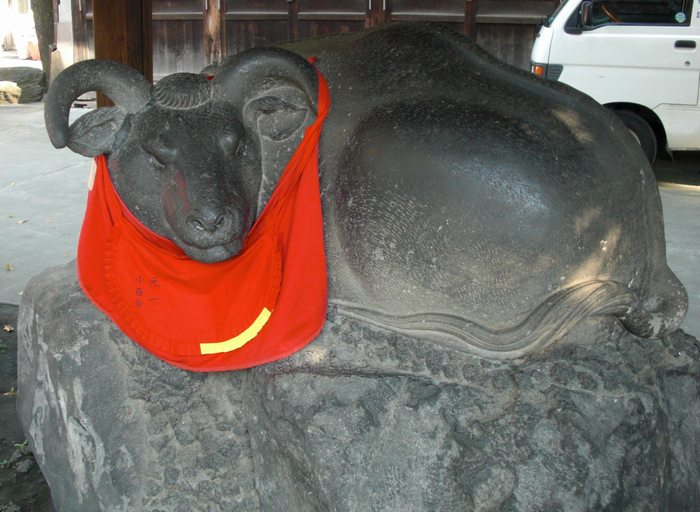
Nadeushi в Ushijima Jinja в Sumida, Токіо

1. 1 2 3 4  村上, 2000
2. ↑  Ushi oni – Yokai.com. Процитовано 15 грудня 2018.
3. ↑  Bakemono no e. search.lib.byu.edu. c. 1700. Процитовано 15 грудня 2018.
4. 1 2  多田, 2000
5. ↑  宮本他, 2007
6. 1 2  和田, 1984
7. ↑  日本怪異妖怪大事典 [Japanese monster encyclopedia] (яп.) (вид. Saihan). Tōkyō-to Chiyoda-ku: Tōkyōdō Shuppan. 2013. с. 55—56. ISBN 9784490108378. OCLC 852779765.
8. ↑  Chiba, Mikio (2014). Zenkoku yōkai jiten. Tokyo: Kōdansha. с. 171, 179, 199. ISBN 9784062922708.
9. ↑  笹間, 1994